# ニコラス・ギル
ニコラス・ギル（Nicolas Gill 1972年4月24日- ）は、カナダのモントリオール出身の柔道選手。階級は100kg級。身長185cm。

## 人物
1992年バルセロナオリンピック86kg級では、準々決勝で世界チャンピオンの岡田弘隆を掬投の技ありで破るなどして銅メダルを獲得した。1993年には地元のカナダで開催された世界選手権で決勝まで進むも、中村佳央に内股で一本負けして2位に終わった。1995年の世界選手権では3位となったが、翌年の1996年アトランタオリンピックでは7位に終わった。その後階級を100kg級に上げて、1999年の世界選手権では3位になった。2000年シドニーオリンピックでは決勝で世界チャンピオンの井上康生に内股で一本負けするも2位となった。2004年アテネオリンピックでは初戦で敗れた。

## 主な戦績
86kg級での戦績
- 1990年 - パンナム選手権　優勝
- 1991年 - ハンガリー国際　3位
- 1991年 -オーストリア国際　2位
- 1991年 - 世界選手権　7位
- 1992年 - ドイツ国際　2位
- 1992年 - バルセロナオリンピック　3位
- 1992年 - 世界ジュニア　2位
- 1992年 -  嘉納杯　2位
- 1993年 - ハンガリー国際　2位
- 1993年 - チェコ国際　2位
- 1993年 -　オーストリア国際　優勝
- 1993年 - 世界選手権　2位
- 1994年 - 正力国際　優勝
- 1994年 - ドイツ国際　2位
- 1994年 - グッドウィルゲームズ　3位
- 1994年 - パンナム選手権　2位
- 1995年 - ドイツ国際　3位
- 1995年 - ハンガリー国際　優勝
- 1995年 - パンナム選手権　優勝
- 1995年 - 世界選手権　3位
- 1996年 - アトランタオリンピック　7位

95kg級での戦績
- 1996年 - 世界学生　優勝
- 1997年 - ベルギー国際　優勝
- 1997年 - フランス国際　3位

100kg級での戦績
- 1998年 - パンナム選手権　優勝
- 1999年 - ドイツ国際　2位
- 1999年 - チェコ国際　優勝
- 1999年 - パンナム選手権　優勝
- 1999年 - 世界選手権　3位
- 2000年 - ハンガリー国際　3位
- 2000年 - シドニーオリンピック　2位
- 2001年 - 世界選手権　7位
- 2001年 - グランプリモスクワ　優勝
- 2002年 - 英連邦競技大会　優勝
- 2002年 - パンナム選手権　優勝
- 2003年 - 嘉納杯　2位
- 2003年 - ハンガリー国際　優勝
- 2003年 - パンナム選手権　2位
- 2003年 - 世界選手権　5位
- 2003年 - グランプリモスクワ　無差別　3位

## 参照
- カナダにおける柔道